# Codul vestimentar în reformele lui Mustafa Kemal Atatürk
Mustafa Kemal Atatürk a implementat un nou cod vestimentar în 1934 prin care a introdus portul hainelor moderne și a modei din vest, în locul vălurilor și al turbanelor, considerând veșmintele tradiționale ca pe niște simboluri ale unei societăți degenerate și învechite. Încurajarea adoptării modei vestimentare occidentale este unul dintre semnele laicității republicii kemaliste.

## Context istoric

### Laicitatea
În Turcia laicitatea reprezintă un fundament al Republicii kemaliste, fiind înscrisă în Constituția din 1924 și de asemenea în Constituția din 1980. Acest concept fundamental pentru societățile moderne este în cazul Turciei chiar mai vechi decât revoluția kemalistă, avându-și originile în reformele (tanzimat) Imperiului Otoman din secolul al XIX-lea . Acest curent de gândire, care a marcat societatea modernă, constituie, în întreaga Europă, unul dintre factorii de formare a statelor moderne. 
În Dicționarul explicativ al limbii române găsim următoarea definiție a laicității : „Mișcare anticlericală, de sorginte iluministă, susținând independența de gândire și acțiune față de autoritatea ecleziastică care se manifestă cu preponderență de la sfârșitul secolului al XVIII-lea. Astăzi, principiul neamestecului ierarhiei ecleziastice în treburile civile este împărtășit chiar și de Biserică”.  
Mișcarea de transformare inițiată de Atatürk a fost de o extraordinară complexitate, marcând o ruptură radicală cu trecutul. În propriile sale cuvinte : Inkılab (revoluție sau reformism) , în afară de înțelesul imediat de revoluție, implică o transformare mult mai extinsă.

### De la imperiu la republică
Turcia a fost proclamată republică în luna octombrie a anului 1923. Marea Adunare Națională Turcă a abolit califatul, instutuție politico-religioasă care data din secolul al XVI-lea, pe 3 martie 1924. În mai 1928, a fost anulat articolul 2 din Constituția din 1924, care stipula islamul ca religie oficială a Turciei. Tribunalele islamice au fost închise , iar Sharia, legea islamică, a fost înlocuită cu un Cod Civil grefat pe modelul Codului Civil Elvețian și un Cod Penal inspirat din Codul Penal Italian. Secularizarea va fi completată prin suprimarea Ministerului Afacerilor Religioase și a Fundației Pioase și prin crearea unui sistem educațional național.  
Mustafa Kemal Atatürk a înțeles că bazele unui stat modern pot fi asigurate numai printr-o astfel de acțiune dramatică. El se va inspira din modelul francez , profund marcat de anticlericalism, în vederea constituirii unei republici omogene din punct de vedere etnic. 
În numele națiunii și al purității etnice, Atatürk va elimina studiul religiei islamice din școli, va glorifica și uneori falsifica istoria națiunii turce și va  purifica  limba turcă de influențele arabe, adoptând în 1928 alfabetul latin. Turcia este așadar singurul stat laic cu majoritate musulmană. Totuși, această laicitate nu înseamna o separare completă a bisericii de stat, precum în Occident, ci doar o forma tutelară impusă de stat, religiei.
Ca o paranteză, învățământul religios obligatoriu (de factură sunnită) va fi reintrodus  de Constituția din 1982. În această privință să remarcăm că Atatürk a cerut traducerea Coranului în turcă și l-a citit el însuși în public în 1932, deși Coranul poate fi lecturat numai în arabă în cadrul activităților religioase.

## Noul codul vestimentar

### Codul vestimentar în legislația turcă
Legislația Turciei în privința codului vestimentar începe în 1923 cu un decret legat de vestimentație și semnat de părintele Turciei moderne, Mustafa Kemal Atatürk. Acesta va înlocui vechiul cod vestimentar emis de Mahmud al II-lea în timpul Imperiului Otoman. 
În 1925 apare Legea Fesului care introduce portul pălăriei vestice în locul fesului. În perioada noului conducător, apar în 1921 o serie de articole care descriu viziunea pe care Atatürk o avea asupra viitorului. Aceste articole, reunite sub titlul de „Pek Uyanık bir Uyku” (Un somn iepuresc) , conțin multe noutăți pentru lumea islamică turcă din acea perioadă, dintre care și mențiuni asupra noului cod vestimentar: „Fesul va fi abolit și o altă broboadă va fi adoptată; fabricile de panză vor fi extinse și altele noi deschise și Sultanul, prinții, senatorii, deputații, ofițerii, persoanele oficiale și soldații vor fi făcuți să le poarte produsele, femeile se vor îmbrăca cum vor, dar nu extravagant și vor fi libere de împuneri sau interferențe în această problemă din partea doctorilor in teologie și drept divin, poliției sau plebei; ele vor avea libertatea să-și aleagă soții și practica pețirii va fi abolită, mănăstirile si lăcașele de cult vor fi închise, și banii lor adăugați bugetului educației, toate școlile teologice musulmane vor fi închise și noi institute tehnice, moderne literare vor fi deschise, turbanul, mantaua vor fi rezervate oamenilor cu certificari profesionale, religioase și interzise celorlalți”. 
Deși a întâmpinat multă oponență din partea contemporanilor, Atatürk a înțeles importanța unei astfel de legi și a calătorit el însuși în Anatolia pentru a convinge populația să adopte noul Cod Civil.
Iată cum înțelegea el acest nou stil vestimentar, în termenii unei revoluții pe plan social :„Văd pe cineva în spate purtând un fes care este total opusul unui aspect modern. Lumea civilizată va râde de noi, dacă vom continua să purtam aceste haine necivilizate”.

### Legea din 1934 privind hainele interzise
Legea privind Hainele Interzise apare  în 1934 și introduce portul hainelor moderne, a costumelor modei din vest, în locul anticelor văluri sau turbane. Atatürk consideră aceste veșminte tradiționale ca pe niște simboluri ale unei societăți degenerate și învechite, de aceea a încurajat adoptarea modei vestimentare occidentale. Atatürk însuși, după cum îi era obiceiul, a oferit propriul exemplu, purtând o pălărie stil Panama, într-unul din orașele cele mai conservatoare din Anatolia, Kastamonu.
Această lege, foarte relevatoare pentru subiectul tratat de noi, accentuează faptul că hainele religioase nu trebuie purtate în afara timpului dedicat devoțiunii și în plus, Legea dictează puncte de reper în vederea alegerii hainelor de către studenți și angajații statului. Totuși, aceste legi, care încă sunt în vigoare, nu fac nicio referire la hainele femeilor musulmane.
În această privință subliniem, încă o dată,  forma unică de secularism promovată de gândirea kemalistă. Atatürk s-a străduit prin demersurile sale și legile impuse să îmbunătățească statutul femeii din Turcia și să o integreze în lumea modernă. Secularismul său îl ajuta și l-a folosit ca pe un instrument pentru a aduce femeile musulmane în viața publică. Această lipsă de drepturi a femeilor din Turcia a fost prezentată ca una dintre caracteristicile cele mai evidente ale societății turce de la acea dată. 
Iată cum înțelegea Atatürk problema integrării femeilor în societatea turcă modernă, într-unul din pasajele jurnalului său :
„schimbarea socială poate să vină prin : 
Educarea mamelor capabile care au cunostințe despre viață
A da libertăți femeilor
Un bărbat poate să-și schimbe moralul, găndurile și sentimentele, ducănd o viață comună cu o femeie; este o tendință congenitală către atragerea afecțiunii mutuale”.
Perspectiva lui Atatürk asupra femeii era una de o extraordinară calitate în raport cu ideea generală a societății turce de până atunci. Plecând de la ideea că  tot ceea ce vedem pe pământ este produsul femeii , Atatürk sublinia importanța egalității sexelor, precum și absurditatea inferiorizării femeii în societate : „nu există nici o explicație logică pentru pierderea drepturilor politice a femeii. Orice ezitare și mentalitate negativă asupra al acestui subiect nu este decat un fenomen social fad al trecutului....Femeile trebuie să aibă dreptul de a vota și de a fi alese; pentru că democrația dictează că, există interese pe care femeile trebuie să le apere și pentru că există obligații sociale pe care femeile trebuie să le achite”. .
Astfel, înaintea altor țări europene, Atatürk a acordat drepturi politice femeilor în 1934. În luna noiembrie a acestui an, s-a dat o lege care autoriza votul persoanelor de sex feminin, precum și eligibilitatea lor în alegeri.  
În ceea ce privește codul vestimentar pentru femei, Atatürk nu a promovat obligativitatea schimbării practicilor vestimentare ale femeilor turce. Desigur, el a încurajat adoptarea modei occidentale și de către femeile turce, nu numai în cazul bărbaților. Nu a promovat așadar nicio lege în această privință lăsând alegerea portului în sarcina femeilor.  In opoziție cu cei din zilele noastre, Atatürk adopta o poziție relaxată față de problema eșarfei .El a scris :„Acoperirea religioasă a femeii nu va crea dificultăți…acest simplu stil [acoperirea capului] nu intra în conflict cu etica și manierele societății noastre”. Acesta apare în poze cu soția sa  Lâtife Ușaklıgil care poartă hijab-ul, fapt ce ne îndreptățește să credem că Mustafa Kemal Atatürk nu considera o obligație interzicerea acestui port , lasând la libera alegere a femeilor dacă aleg sau nu să poarte hijab-ul.

## Concluzie
Reformele lui Atatürk au eliberat femeia musulmană de constrângerile sociale și prejudecățile cutumelor, însă aceasta se pare că a ales să își mențină portul voalului, ca pe un semn de identitate religioasă. Amintim aici, rezultatele unei anchete conduse de ziarul Milliyet în 2003 : cel puțin o femeie purta o formă de acoperământ în 77.2 % din casele din Turcia. 
În consecință, reformele kemaliste au căutat să schimbe în profunzime societatea turcă din acele vremuri, prin forjarea unei identități naționale purificate de caracteristicile vechiului Imperiu Otoman. 
Vederile politice sau sociale ale acelor timpuri sunt împărțite : gânditorii liberali l-au considerat prea obsedat de ideea de stat și nație, marxiștii au înțeles că Atatürk dorea apropierea de Occident și l-au acuzat de introducerea capitalismului în Turcia, iar cercurile pro-islamice îl vedeau nici mai mult nici mai puțin decât un blasfemator.